# Летний дождь (песня)
«Ле́тний дождь» — произведение эстрады в жанре популярной музыки. Музыка, слова и аранжировка Игоря Талькова (1990). Получила известность после исполнения в рамках концертной программы «Суд» (1991), а также после студийных изданий (с 1993 года). В настоящее время исполняется в радиоэфире многих музыкально-развлекательных радиостанций на пространстве СНГ.
Является одной из наиболее известных лирических песен Игоря Талькова.

## История создания
Песня была написана в 1990 году. В своей книге «Монолог» Игорь Тальков охарактеризовал мотивы написания этой песни следующим образом:

Как ни странно моей Ахиллесовой пятой оказалась любовь. Я влюблялся не однажды со всей силой земной страсти, но последняя была гибельной. Понял, что умру, если не смогу победить её.
…
И я её победил.
Память уже не жалит,
Мысли не бьют по рукам,
Я тебя провожаю к другим берегам.
Ты — перелетная птица,
Счастья ищешь в пути,
Приходишь, чтобы проститься и снова уйти.
Лети.
(«Летний дождь»)

Песня входила в завершающий, «лирический» блок песен авторской концертной программы Талькова «Суд», исполняемой им с группой «Спасательный круг» в 1991 году. Впервые песня была издана на пластинке уже после гибели Игоря Талькова в студийном альбоме лирических песен «Моя любовь» (1993) при участии музыкального продюсера Александра Шульгина.

## Реакция
По результатам исследования, проведённого в 2015 году журналом Русский репортёр, строки из этой песни вошли в число наиболее популярных поэтических текстов в российском обществе, заняв 63-ю позицию из 100.
Владимир Бондаренко в своей книге «Последние поэты империи», делая акцент прежде всего на остро-социальных, патриотических песнях автора писал «„Летний дождь“ никак не назовешь лирической однодневкой, трагедия любви — это тоже одна из жизненных тем Игоря Талькова».
Припев песни почти полностью повторяет мотив баллады "You and I" Madleen Kane из альбома "Cheri" 1979 года.

## Издания
- В студийных альбомах: «Моя любовь» (1993), «Память» (1996), «Лучшие песни» (2001), «Моя любовь» (2001), «Лирика» (2003) и др.
- В концертных альбомах: «Последний концерт» (1996), «Суд» (2001) и др.

## Другие исполнения
- В 2001 году песня «Летний дождь» была записана дуэтом «Чай вдвоём», и вошла в трибьют-альбом «Я вернусь»[5], в котором лучшие песни музыканта были исполнены звёздами российской эстрады в память 10-летия со дня гибели Талькова. Сюда же вошёл инструментальный вариант песни «Летний дождь», записанный музыкантом Дмитрием Маликовым.
- В 2010 году украинская группа «Бумбокс» записала кавер-версию песни для альбома «Всё включено»[6][7].
- В 2019 году Андрей Державин и группа "Сталкер" выпустила песню в альбоме "Песни о хорошем. Часть 2".

## В кино
- Песня «Летний дождь» звучала в советском боевике «За последней чертой» (1991)

Песня звучит во второй серии сериала "Слово пацана. Кровь на асфальте" (2023).